# 萝卜根老鹳草
萝卜根老鹳草（学名：Geranium napuligerum）是牻牛儿苗科老鹳草属的植物，为中国的特有植物。分布于中国大陆的四川、云南、甘肃、陕西等地，生长于海拔1,800米的地区，一般生于亚高山草甸、林下以及灌丛，目前尚未由人工引种栽培。